# Dzwonnica w Tawau
Dzwonnica w Tawau – dzwonnica znajdująca się w miejscowości Tawau, w stanie Sabah, w Malezji. Jest najstarszą stojącą budowlą w Tawau, została zbudowana przez Japończyków.

## Historia
Dzwonnica została zbudowana w 1921 roku, przez japońskich więźniów oraz dzięki sfinansowaniu budowy przez japońskich biznesmenów. Dzwon został ukryty przez mieszkańców, podczas II wojny światowej, w trakcie ataku Japończyków i dotąd go nie znaleziono. W 2006 roku dzwonnica została odrestaurowana dzięki funduszom przekazanym przez Rotary Club of Tawau.

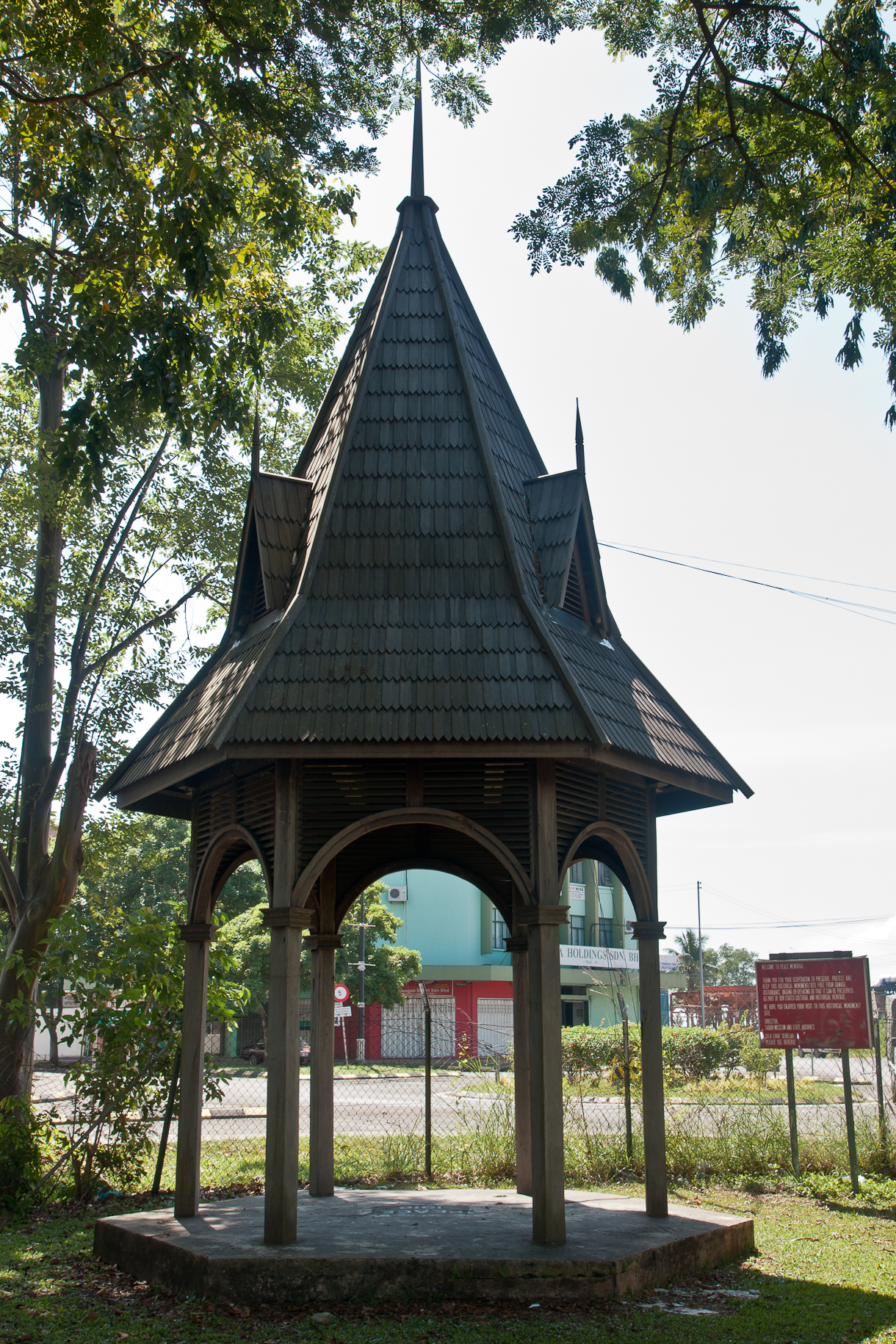
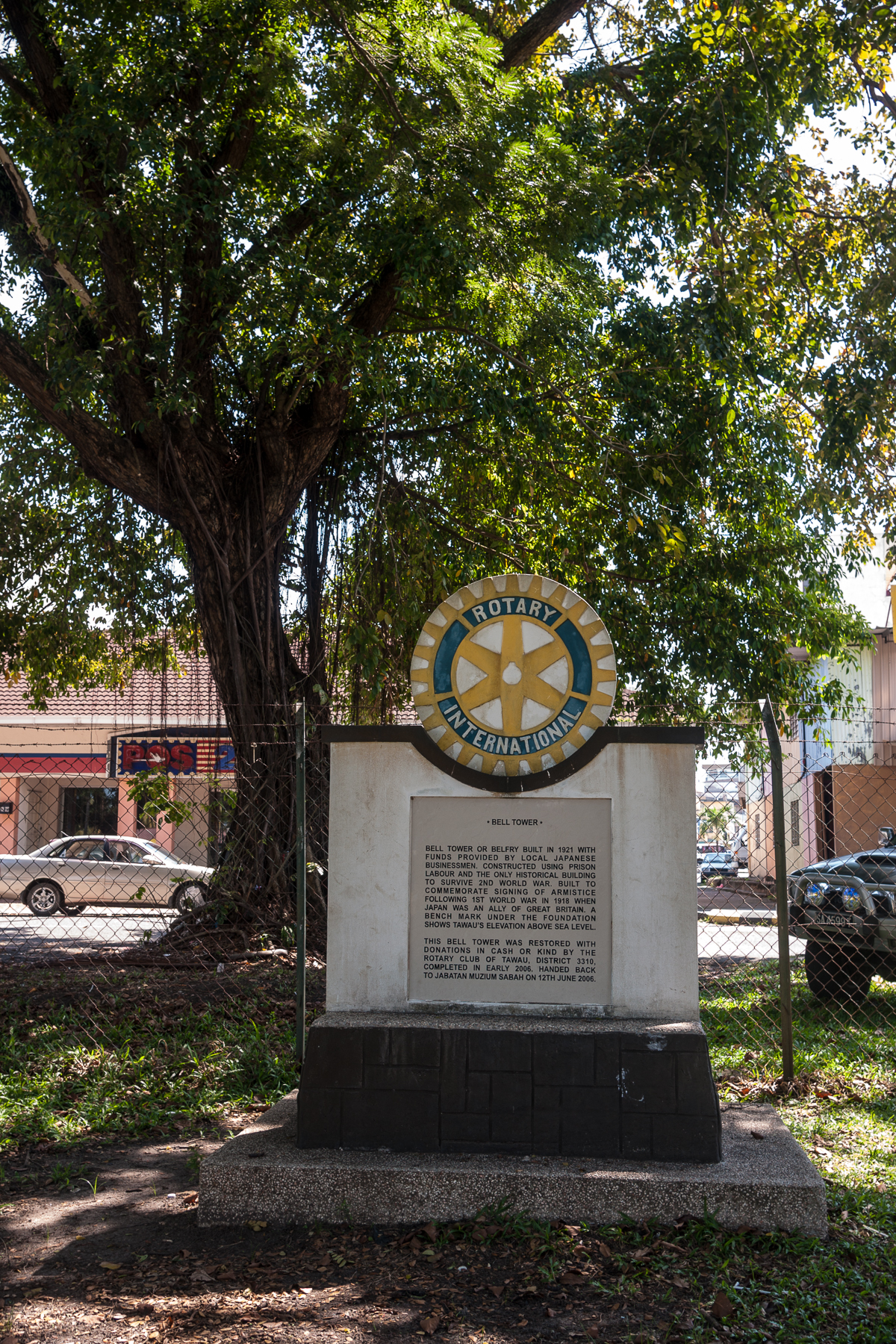
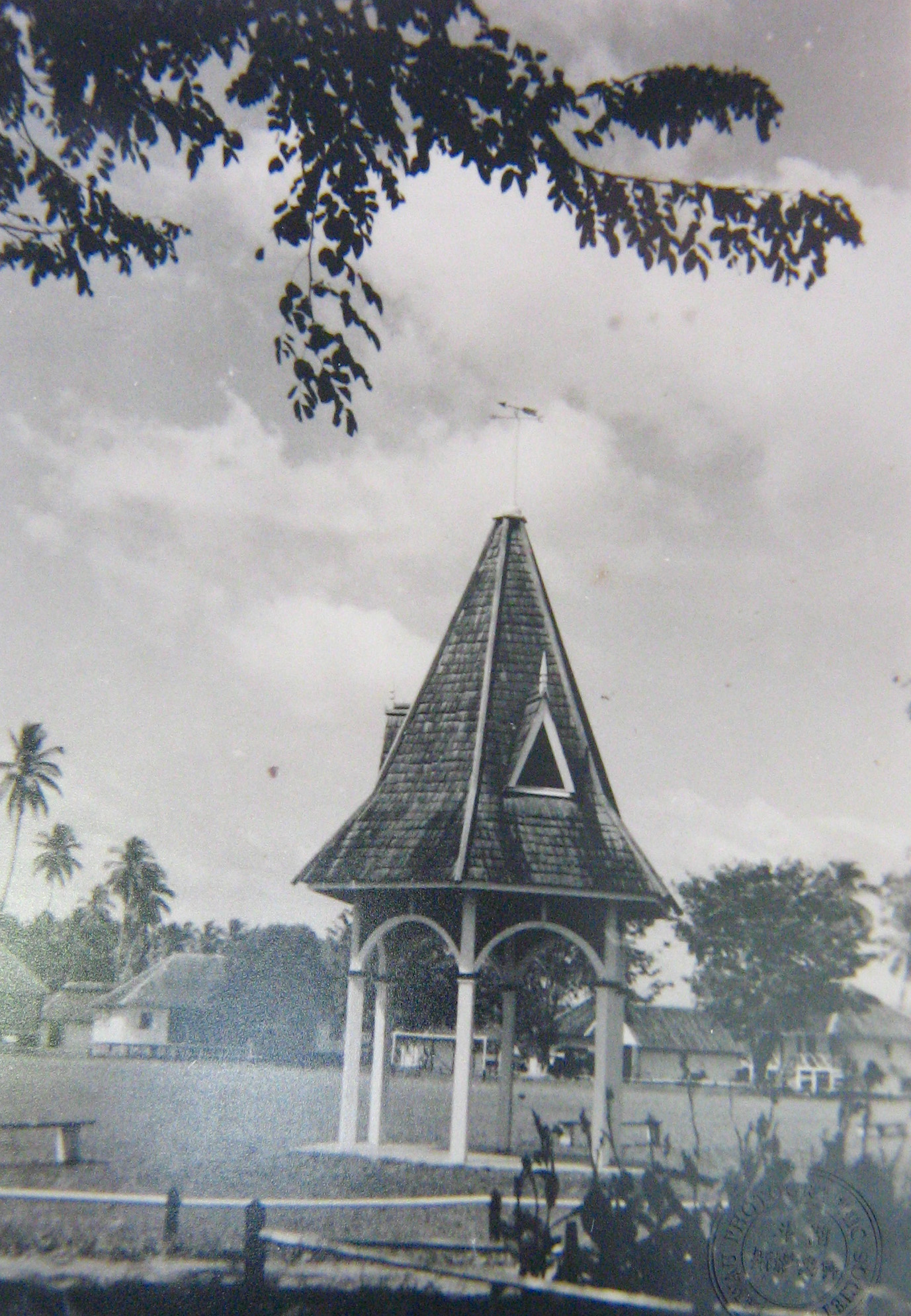